# Ulysses (Tennyson)
Ulysses è una poesia scritta da Alfred Tennyson nel 1833.
Il poeta riprende allo stesso tempo sia l'antico eroe di Omero che l'Ulisse dantesco (Inferno, Canto XXVI). Infatti l'Ulisse di Omero apprende da una profezia di un ultimo viaggio che effettuerà dopo aver ucciso i corteggiatori della moglie Penelope. I dettagli di quest'ultimo viaggio sono descritti appunto da Dante nel ventiseiesimo canto dell'Inferno: Ulisse morirà navigando troppo lontano a causa della sua insaziabile sete di conoscenza.
Il discorso di cui è composta la poesia Ulysses è tenuto in prima persona da Ulisse poco dopo essere tornato a Itaca e aver liberato Penelope e poco prima di intraprendere il suo ultimo viaggio per mare.
Questa poesia però non riguarda soltanto Ulisse, ma rappresenta anche il "viaggio" emotivo del poeta, che infatti scrive poco dopo la morte del suo giovane amico Arthur Henry Hallam: Ulisse afferma infatti di essere pronto ad andare avanti combattendo la consapevolezza che "death closes all" ovvero che la morte sia la fine di tutto, ed è appunto questo il bisogno del poeta, ovvero superare questo momento di grande tristezza.
Ulysses non fu soltanto una figura mitologica per i contemporanei di Tennyson, ma piuttosto un'icona culturale simbolo della lotta romantica contro la conformità della borghesia, e l'ultimo verso della poesia, "to strive, to seek, to find, and not to yield" (lottare, cercare, trovare, e non cedere), finì per diventare un vero e proprio motto.
Infine Ulysses, come altre composizioni di Tennyson, è mosso dal desiderio di raggiungere l'inesplorato, di superare qualsiasi limite della conoscenza e oltrepassare qualsiasi confine terrestre, al contrario dei marinai in The Loto-Eaters, che vogliono solo riposarsi e smetterla di vagare per mare. Come The Lady of Shalott che si strugge per non poter guardare il mondo se non attraverso ombre e riflessi, Ulisse brama di esplorare l'inesplorabile.

## Citazioni
- Tra i vari stralci di poesie che i protagonisti del film L'attimo fuggente leggono vi è anche l'ultima parte della poesia di Tennyson (minuto 30);
- La parte finale della poesia viene citata nel film Skyfall.
- Il componimento viene citato più volte nel film One Week.
- Alcuni versi (che concludono nel verso "sono diventato un nome") vengono citati nell'ultima pagina del libro Il richiamo del cuculo di J. K. Rowling (pagina 547).
- Parte della poesia è citata nell'epigrafe del romanzo I Malarazza di Ugo Barbàra.